# Anorektikum
Die Anorektika (von griechisch anorektein „keinen Appetit haben“) oder Appetitzügler, auch Appetithemmer, sind Arzneistoffe mit einer Appetit-hemmenden Wirkung, die zum Zweck der Gewichtsreduktion eingesetzt werden. Diese Wirkung beruht auf einer Hemmung des Hungerzentrums oder einer Beeinflussung des Sättigungszentrums im Hypothalamus des Gehirns. Die bekanntesten Vertreter dieser Stoffgruppe sind Aminorex, Cathin, Ephedrin, Phentermin, Phenylpropanolamin (PPA) bzw. Norephedrin, Fenfluramin, Sibutramin, Nikotin und Rimonabant. Viele dieser Arzneistoffe werden auf Grund schwerer Nebenwirkungen, wie z. B. pulmonale Hypertonie und Herzklappenschäden, nicht mehr therapeutisch verwendet. Ein relativ neues Medikament ist das Antidiabetikum Liraglutid, das seit 2016 unter dem Handelsnamen Saxenda (Hersteller: Novo Nordisk) auch als Anorektikum zugelassen ist. Es handelt sich um ein Inkretinmimetikum. Auch andere Inkretinmimetika wie vor allem Semaglutid (Handelsname als Anorektikum: Wegovy; Hersteller: Novo Nordisk) wirken – neben ihrer antidiabetischen Wirkung – gewichtssenkend.

## Pharmakologie

### Wirkmechanismus
Die gewichtsreduzierende Wirkung der Anorektika beruht hauptsächlich auf einer Hemmung des Hungerzentrums oder einer Beeinflussung des Sättigungszentrums im Hypothalamus des Gehirns. Ferner können Anorektika mit einer sympathomimetischen Wirkung durch Steigerung des Grundumsatzes zur Gewichtsreduktion beitragen. Auf molekularer Ebene wird eine durch diese Arzneistoffe induzierte Erhöhung der Neurotransmitter Noradrenalin, Dopamin und Serotonin im Gehirn für die zentrale Appetithemmung und die Steigerung des Grundumsatzes verantwortlich gemacht. Auch eine Aktivierung des Serotonin-Rezeptorsubtyps 2C (5-HT2C) wird als ein Mechanismus der anorektischen Wirkung klassischer Appetitzügler, wie Fenfluramin, diskutiert. Auf diesem Mechanismus beruht auch die anorektische Wirkung von Lorcaserin.
Eine Hemmung des Cannabinoid-Rezeptors CB1 führt ebenso zu einer signifikanten Appetithemmung. Als weitere Zielstrukturen für neue Anorektika werden derzeit insbesondere Rezeptoren für Opioide, Neuropeptid Y, das appetithemmende Hormon Leptin und das appetitanregende Hormon Ghrelin untersucht.
Die beobachteten Gewichtsreduktionen sind jedoch immer auf den Einnahmezeitraum beschränkt. Studienteilnehmer, die während der Einnahme von Anorektika einen signifikanten Gewichtsverlust erfuhren, kehrten nach Beendigung der Einnahme wieder zum Ausgangsgewicht zurück. Der Nutzen der Anorektika wird daher als zweifelhaft angesehen.
Die relativ neuen Inkretinmimetika, von denen vor allem Liraglutid unter dem Produktnamen Saxenda als Schlankheitsmittel eingesetzt wird, wirken anders: Sie imitieren das Darmhormon GLP-1 und verlangsamen die Magenentleerung, außerdem tragen sie als Botenstoffe zur Senkung des Hungergefühls und Steigerung des Sättigungsempfindens bei.
Ursprünglich sind die Inkretinmimetika als Antidiabetika entwickelt worden. Der starke Nutzen der massiven Gewichtsreduktion, der vielen Typ-2-Diabetikern hilft, führte zur Zulassung zunächst von Liraglutid und in USA Anfang der 2020er Jahre auch von Semaglutid als Anorektika.
Semaglutid wird von vielen Prominenten seitdem regelrecht als risikoarmes Wundermittel zum Abnehmen gehypt, was in vielen Ländern zu dramatischen Lieferengpässen geführt hat, unter denen Diabetes-Patienten zu leiden haben, weil ihr Dauermedikament immer öfter nicht lieferbar ist.

### Nebenwirkungen
Durch zahlreiche Nebenwirkungen, wie z. B. Arterielle Hypertonie, Tachykardie, Herzklappenschäden und durch ihr Abhängigkeitspotenzial kamen diese Arzneistoffe in Verruf. Ein beobachteter Zusammenhang zwischen der Einnahme von Anorektika und dem gehäuften Auftreten der pulmonalen Hypertonie führte zum Rückzug von Aminorex, Fenfluramin und Dexfenfluramin. Diese Nebenwirkungen wurden wie auch die anorektische Wirkung mit einer Erhöhung der Neurotransmitterkonzentration im synaptischen Spalt oder einer Aktivierung von Serotonin-Rezeptoren in Verbindung gebracht.
Die Inkretinmimetika haben andere und im Vergleich zu den klassischen Anorektika weitaus harmlosere Nebenwirkungen, vor allem Übelkeit, Erbrechen und Verdauungsbeschwerden, sehr selten akute Pankreatitis.
Im Leistungssport gelten viele Appetitzügler als Dopingmittel.

## Chemie
Chemisch leiten sich Anorektika meist vom Amphetamin ab, besitzen aber im Gegensatz zu diesem kaum psychostimulierende Effekte. Die bekanntesten Vertreter dieser Stoffgruppe bzw. Substanzen mit einer dem Amphetamin zugrundeliegenden Phenylethylaminstruktur sind Aminorex, Phentermin, Fenfluramin, Dexfenfluramin, Furfenorex und Sibutramin. Auch der pflanzliche Wirkstoff Ephedrin aus Ephedra vulgaris zeigt eine Strukturverwandtschaft zu den Amphetaminen.
Völlig von den Amphetamin-Derivaten verschieden ist hingegen der Cannabinoid-Rezeptorantagonist Rimonabant.
Auch pflanzliche Präparate, wie z. B. Extrakte der südafrikanischen Sukkulente Hoodia gordonii, werden als Appetitzügler beworben. Die Wirksamkeit und insbesondere die Unbedenklichkeit dieses Extrakts ist jedoch umstritten.

## Missbräuchliche Verwendung
Frei über das Internet erhältliche Produkte, die als pflanzlich deklariert sind, können synthetische Arzneimittel in hohen Dosierungen enthalten und zu u. U. schwerwiegenden Vergiftungserscheinungen führen.